# Géza I da Hungria
Géza I da Hungria (Polónia, c. 1040 — 25 de abril de 1077) foi rei da Hungria de 1074 até a sua morte.
Foi o sétimo rei da Hungria de 1074 até 1077, filho de do rei húngaro Bela I da Hungria (c. 1016 — †1063) irmão mais velho de Lamberto da Hungria e Ladislau I da Hungria (27 de junho de 1040 - †29 de julho de 1095), que também se tornou rei da Hungria após a morte de Géza. Seria lembrado nos anais da Hungria como uma pessoa muito religiosa, de ampla bondade, justiça e generosidade.

## Relações familiares
Foi filho do rei húngaro Bela I da Hungria (c. 1016 — †1063) e de Riquilda da Polónia, rainha da Hungria (22 de setembro de 1013 - 21 de maio de 1075), rainha de Hungria e filha de Miecislau II da Polónia.
Casou por duas vezes, a primeira com Sofia de Looz (1050 - 1075), filha do Príncipe Arnolfo da Bélgica, de quem não teve filhos.
O segundo casamento foi com Sinadena Teodoro, princesa bizantina, filha de Teodoro Sinadeno e de N. Botaniatissa, de quem teve:
1. Colomano da Hungria (1070 - †3 de fevereiro de 1116), casado por duas vezes, a 1ª em 1097 Felícia de Altavila e a 2ª em 1104 com Eufêmia;
2. Almo da Croácia (? — 1129),[6] Casou com Predislava de Quieve, filha de Esvetopolco II de Quieve (1050 - 16 de abril de 1113)[7] grão-príncipe de Quieve e de Helena da Boémia.

## Árvore genealógica da Casa de Arpades
|-